# 中国共産党新疆ウイグル自治区委員会
中国共産党新疆ウイグル自治区委員会（ちゅうごくきょうさんとうしんきょうウイグルじちくいいんかい）は中国共産党に所在する新疆ウイグル自治区を運営する組織である。
中国共産党新疆ウイグル自治区委員は中国共産党新疆ウイグル自治区大会という選挙によって選出される。大会が開催されていない期間は、中国共産党中央委員会の指示を新疆ウイグル自治区で実行し、新疆ウイグル自治区の行動を指導し、中国共産党中央委員会に定期的に報告する。

## 沿革
1949年11月、中国共産党中央委員会は、新疆での党事務を担当する中国共産党中央委員会新疆分局の設立を承認した。
1955年5月、中国共産党中央委員会は、新疆ウイグル自治区の設立後、中国共産党中央委員会新疆分局を廃止し、中国共産党新疆ウイグル自治区委員会を設置することを決定した。

## 職責
『中国共産党地方委員会工作条例』によると、中国共産党地方委員会は主に政治、思想と組織指導を実行し、以下の職能を担う：
1. 地域の主要な問題についての意思決定を行う。
2. 法的手続きを通じて、党組織の主張を地方の規制、地方政府の規則又はその他の政令にする。
3. 地域の思想文化宣伝工作に対する指導を強化し、イデオロギー工作の指導権、発言権をしっかりと掌握する。
4. 幹部管理権限に従い幹部を任免し、管理し、地方国家機関、政協組織、人民団体、国有企業事業単位等に重要幹部を推薦する。
5. 人民代表大会、政府、政治協商会議、裁判所、検察院、人民団体などが法により規約に基づき独立して責任を負い、協調一致して業務を展開することを支持・保証し、これらの組織における党グループの指導の核心的役割を発揮する。
6. 地域の群団活動と統一戦線活動に対する指導を強化する。
7. 所属する党組織と広範な党員を動員、組織し、大衆を団結させて党の目標任務を実現する。

## 構成機関
『新疆ウイグル自治区機構改革方案』によると、中国共産党新疆ウイグル自治区委員会には15の工作機関が設置され、工作機関が管理する機関（副庁級）が1つある。中国共産党新疆ウイグル自治区委員会は以下の機構を設置している：
- 中国共産党新疆ウイグル自治区委員会弁公庁

### スキル部門
- 中国共産党新疆ウイグル自治区委員会組織部
- 中国共産党新疆ウイグル自治区委員会宣伝部
- 中国共産党新疆ウイグル自治区委員会統一戦線工作部
- 中国共産党新疆ウイグル自治区委員会政法委員会

### 仕事部門
- 中国共産党新疆ウイグル自治区委員会組織部政策研究室
- 中国共産党新疆ウイグル自治区委員会組織部国家安全委員会弁公室
- 中国共産党新疆ウイグル自治区委員会網絡安全・情報化委員会弁公室
- 中国共産党新疆ウイグル自治区委員会財経委員会弁公室
- 中国共産党新疆ウイグル自治区委員会機構編成委員会弁公室
- 中国共産党新疆ウイグル自治区委員会軍民融合発展委員会弁公室
- 中国共産党新疆ウイグル自治区委員会台港澳工作弁公室
- 中国共産党新疆ウイグル自治区委員会巡回指導者小組弁公室
- 中国共産党新疆ウイグル自治区委員会老幹部局

### 派遣機関
- 中国共産党新疆ウイグル自治区委員会直属機関工作委員会

### 直属事業単位
- 中国共産党新疆ウイグル自治区委員会党校
- 新疆社会主義学院
- 『新疆日報（中国語版）』社
- 中国共産党新疆ウイグル自治区委員会党史研究院
- 新疆ウイグル自治区公文書館

……

### 作業組織が管理する機関
- 中国共産党新疆ウイグル自治区委員会機密局（中国共産党新疆ウイグル自治区委員会弁公庁が管理する）

## 歴代の書記
| 肖像 | 氏名                     | 就任           | 退任           | 注          |
| ---- | ------------------------ | -------------- | -------------- | ----------- |
|      | 王震                     | 1949年10月     | 1952年6月      | [ 2 ]       |
|      | 王恩茂                   | 1952年6月      | 1967年         | [ 2 ]       |
|      | 龍書金                   | 1971年5月      | 1972年7月      | [ 3 ] [ 2 ] |
|      | セイプディン・エズィズィ | 1972年7月      | 1978年1月      | [ 3 ]       |
|      | 汪鋒                     | 1978年1月      | 1981年10月     | [ 2 ]       |
|      | 王恩茂                   | 1981年10月     | 1985年7月      | [ 2 ]       |
|      | 宋漢良                   | 1985年7月      | 1994年9月24日  | [ 2 ]       |
|      | 王楽泉                   | 1994年9月24日  | 2010年4月24日  | [ 4 ] [ 2 ] |
|      | 張春賢                   | 2010年4月24日  | 2016年8月29日  | [ 5 ]       |
|      | 陳全国                   | 2016年8月29日  | 2021年12月25日 | [ 6 ]       |
|      | 馬興瑞                   | 2021年12月25日 | 2025年7月1日   | [ 7 ]       |
|      | 陳小江                   | 2025年7月1日   | 現在           | [ 8 ]       |

## 歴代の構成員
中国共産党中央委員会新疆分局書記
- 王震（1949年-1950年）

中国共産党中央委員会新疆分局第一書記
- 王震（1950年-1952年）
- 王恩茂（1952年-1955年）

中国共産党新疆自治区委員会委初期（1955年9月—1956年）
- 第一書記：王恩茂
- 第二書記：徐立清
- 第三書記：セイプディン・エズィズィ
- 第一副書記：高錦純
- 第二副書記：武開章
- 委員（共計22人）：王恩茂、徐立清、セイプディン・エズィズィ（維吾爾族）、高錦純、武開章、ブルハン・シャヒディ（維吾爾族）、趙守攻、呂剣人、辛蘭亭、楊和亭

第一期自治区党委（1956年）
- 第一書記：王恩茂
- 書記：セイプディン・エズィズィ、武開章、呂剣人、曽滌、賽都拉・賽甫拉也夫
- 委員
- 常務委員：王恩茂、セイプディン・エズィズィ（維吾爾族）、武開章、呂剣人、曽滌、賽都拉・賽甫拉也夫（維吾爾族）、ブルハン・シャヒディ（維吾爾族）、辛蘭亭、買買提明・伊敏諾夫（維吾爾族）、楊和亭、祁果、林渤民、艾斯海提・伊斯哈科夫（塔塔爾族）
- 委員：李銓、楊克、張仲瀚、張世功、帕提汗・蘇古爾巴也夫（哈薩克族）、張希欽、阿不都熱合満・穆義提（維吾爾族）、任戈白、塗治、白成銘、左齊、安尼瓦爾・汗巴巴（烏孜別克族）、司馬益・牙生諾夫（維吾爾族）、石子珍、禹占林（回族）、程悦長、舒慕同（錫伯族）、田仲、郭鵬、安尼瓦爾・賈庫林（哈薩克族）、石金河、張鳳岐
- 候補委員：阿曼吐爾・巴衣紮克（柯爾克孜族）、劉奮生、富文、努爾莫合買提・沙的諾夫（維吾爾族）、王季龍、阿不列孜・木合買提（維吾爾族）、賈合達・巴巴裏可夫（哈薩克族）、呉鑒群、李惲和、呂銘（女）、阿不力米提・哈吉也夫（維吾爾族）、達夏甫・明珠裏約夫（蒙古族）、阿不都熱依木・艾沙（維吾爾族）。

中共新疆維吾爾自治区委員会第一書記
- 王恩茂（1955年-1966年）

中共新疆維吾爾自治区革命委員会核心小組組長
- 龍書金（中国語版）（1970年-1971年）

中共新疆維吾爾自治区委員会第一書記
- 龍書金（1971年-1972年）
- セイプディン・エズィズィ（代理）（1972年-1973年）
- 賽福鼎・艾則孜（1973年-1978年）
- 汪鋒（1978年-1981年）
- 王恩茂（1981年-1985年）

第八期以前歴期中共新疆維吾爾自治区委員会書記
- 宋漢良（1985年10月-1994年9月）
- 王樂泉（1994年9月24日-2010年4月24日）（1994年9月-1995年9月代理）
- 張春賢（2010年4月24日-2016年8月29日）
- 陳全国（2016年8月29日-2021年12月25日）

第八期自治区党委（2011年10月-2016年11月）
- 書記：張春賢（-2016年8月）、陳全国（2016年8月-）
- 副書記：ヌル・ベクリ（維吾爾族）（-2014年12月）、車俊（-2016年6月）、韓勇（-2016年1月）、雪克來提・紮克爾（維吾爾族）（2014年12月-）、孫金龍（2016年2月-）、朱海侖（2016年3月-）、李鵬新（2016年9月-）
- 常務委員：張春賢（-2016年8月）、ヌル・ベクリ（維吾爾族）（-2014年12月）、車俊（-2016年6月）、韓勇（-2016年1月）、彭勇（-2013年11月）、黄衛（-2016年9月）、肖開提・依明（維吾爾族）、努爾蘭・阿不都滿金（哈薩克族）（-2013年1月）、宋愛栄（女）（-2015年4月）、朱海侖、白誌傑（-2016年1月）、庫熱西・買合蘇提（維吾爾族）（-2014年3月）、爾肯江・吐拉洪（維吾爾族）、胡偉（-2013年6月）、熊選国（-2016年10月）、哈尼巴提・沙布開（哈薩克族）（2013年1月-）、李学軍（2013年6月-）、劉雷（2013年11月-2014年12月）、艾爾肯・吐尼亞孜（維吾爾族）（2014年6月-）、雪克來提・紮克爾（維吾爾族）（2014年12月-）、馬学軍（2015年4月-）、徐海栄（2015年4月-）、李偉（2015年7月-）、孫金龍（2016年2月-）、彭家瑞（2016年3月-）、陳全国（2016年8月-）、李鵬新（2016年9月-）

第九期自治区党委（2016年11月-2021年10月）
- 書記：陳全国 [9]
- 副書記：雪克來提・紮克爾（維吾爾族）（-2021年9月）、孫金龍（-2020年4月）、朱海侖（-2019年1月）、李鵬新（-2021年2月後）、王君正（2020年4月-2021年10月）、張春林（2021年4月-）、李邑飛（2021年7月-）、艾爾肯・吐尼亜孜（維吾爾族）（2021年9月-）、何忠友（2021年10月-）
- 常務委員：陳全国、雪克來提・紮克爾（維吾爾族）（-2021年9月）、孫金龍（-2020年4月）、朱海侖（-2019年1月）、李鵬新（-2021年2月後）、肖開提・依明（維吾爾族）（-2018年1月）、爾肯江・吐拉洪（維吾爾族）（-2017年3月）、徐海栄（-2021年10月）、李学軍（-2018年4月）、艾爾肯・吐尼亜孜（維吾爾族）、馬学軍（東郷族）（-2018年7月）、彭家瑞（-2017年3月）、田文（女）、沙爾合提・阿汗（哈薩克族）、羅東川（2017年5月-2018年7月）、李偉（2018年1月-2020年12月）、張春林（2018年1月-）、楊鑫（2018年8月-2021年5月）、紀崢（2018年9月-2019年12月）、王君正（2019年2月-2021年10月）、李邑飛（2020年5月-）、王明山（2020年9月-）、田湘利（2021年5月-）、陳偉俊（2021年5月-）、楊誠（2021年6月-）、張柱（2021年9月-）、何忠友（2021年10月-）、玉蘇甫江・麥麥提（維吾爾族）（2021年10月-）、伊力紮提・艾合買提江（維吾爾族）（2021年10月-）

第十期自治区党委（2021年10月至今）
- 書記：陳全国（-2021年12月）、馬興瑞（2021年12月-2025年7月）、陳小江（中国語版）（2025年7月-）
- 副書記：艾爾肯・吐尼亜孜（維吾爾族）、李邑飛（中国語版）（-2024年6月）、張春林（-2023年11月）、何忠友、張柱（2023年12月-）、陳明国（2024年12月-）
- 常務委員：陳全国（-2021年12月）、艾爾肯・吐尼亜孜（維吾爾族）、李邑飛（-2024年6月）、張春林（-2023年11月）、何忠友、楊誠、張柱、田湘利、陳偉俊、王明山（-2024年2月）、祖木熱提・吾布力（女，維吾爾族）（-2023年1月）、楊発森（-2023年5月）、玉蘇甫江・麥麥提（維吾爾族）、伊力紮提・艾合買提江（維吾爾族）、哈丹・卡賓（哈薩克族）、馬興瑞（2021年12月-）、王建新（2022年12月-）、陳明国（2024年2月-）、王琳（2024年5月-）、陳小江（2025年7月-）